# Emilio Orsini
Emilio Orsini (Livorno, 13 gennaio 1839 – Livorno, 27 febbraio 1898) è stato uno scacchista e compositore di scacchi italiano.

## Biografia
Di professione era un avvocato. Si laureò in giurisprudenza nel 1861 e fino al 1884 esercitò nello studio del padre, in seguito curò la sua azienda agricola a Montopoli.
Nel 1872 fondò, col prof. Chiarini, il circolo filologico con una sezione di scacchi e progettò di fondare una rivista. Attuò il progetto nel 1875 con la pubblicazione, a cadenza mensile, della Nuova Rivista degli Scacchi, il più importante periodico scacchistico italiano dell'Ottocento. Diresse la rivista prima col Seghieri poi, quando questi fu trasferito a San Miniato, da solo fino al 1881 e poi ancora dal 1885 al 1893.
Partecipò al torneo nazionale di Livorno del 1878 dove fu terzo nel torneo secondario. Vinse i tornei sociali del circolo livornese del 1878 e 1879.

### Due suoi problemi
|   | a | b | c | d | e | f | g | h |   |
| 8 | a8 alfiere del nero · b8 cavallo del bianco · c8 cavallo del nero · b7 alfiere del bianco · f7 donna del bianco · a5 re del bianco · c5 pedone del bianco · e5 re del nero · a4 pedone del nero · d4 torre del nero · f4 pedone del nero · g4 pedone del nero · c3 cavallo del nero · d3 pedone del nero · e3 pedone del bianco · g2 donna del nero · h2 cavallo del bianco | a8 alfiere del nero · b8 cavallo del bianco · c8 cavallo del nero · b7 alfiere del bianco · f7 donna del bianco · a5 re del bianco · c5 pedone del bianco · e5 re del nero · a4 pedone del nero · d4 torre del nero · f4 pedone del nero · g4 pedone del nero · c3 cavallo del nero · d3 pedone del nero · e3 pedone del bianco · g2 donna del nero · h2 cavallo del bianco | a8 alfiere del nero · b8 cavallo del bianco · c8 cavallo del nero · b7 alfiere del bianco · f7 donna del bianco · a5 re del bianco · c5 pedone del bianco · e5 re del nero · a4 pedone del nero · d4 torre del nero · f4 pedone del nero · g4 pedone del nero · c3 cavallo del nero · d3 pedone del nero · e3 pedone del bianco · g2 donna del nero · h2 cavallo del bianco | a8 alfiere del nero · b8 cavallo del bianco · c8 cavallo del nero · b7 alfiere del bianco · f7 donna del bianco · a5 re del bianco · c5 pedone del bianco · e5 re del nero · a4 pedone del nero · d4 torre del nero · f4 pedone del nero · g4 pedone del nero · c3 cavallo del nero · d3 pedone del nero · e3 pedone del bianco · g2 donna del nero · h2 cavallo del bianco | a8 alfiere del nero · b8 cavallo del bianco · c8 cavallo del nero · b7 alfiere del bianco · f7 donna del bianco · a5 re del bianco · c5 pedone del bianco · e5 re del nero · a4 pedone del nero · d4 torre del nero · f4 pedone del nero · g4 pedone del nero · c3 cavallo del nero · d3 pedone del nero · e3 pedone del bianco · g2 donna del nero · h2 cavallo del bianco | a8 alfiere del nero · b8 cavallo del bianco · c8 cavallo del nero · b7 alfiere del bianco · f7 donna del bianco · a5 re del bianco · c5 pedone del bianco · e5 re del nero · a4 pedone del nero · d4 torre del nero · f4 pedone del nero · g4 pedone del nero · c3 cavallo del nero · d3 pedone del nero · e3 pedone del bianco · g2 donna del nero · h2 cavallo del bianco | a8 alfiere del nero · b8 cavallo del bianco · c8 cavallo del nero · b7 alfiere del bianco · f7 donna del bianco · a5 re del bianco · c5 pedone del bianco · e5 re del nero · a4 pedone del nero · d4 torre del nero · f4 pedone del nero · g4 pedone del nero · c3 cavallo del nero · d3 pedone del nero · e3 pedone del bianco · g2 donna del nero · h2 cavallo del bianco | a8 alfiere del nero · b8 cavallo del bianco · c8 cavallo del nero · b7 alfiere del bianco · f7 donna del bianco · a5 re del bianco · c5 pedone del bianco · e5 re del nero · a4 pedone del nero · d4 torre del nero · f4 pedone del nero · g4 pedone del nero · c3 cavallo del nero · d3 pedone del nero · e3 pedone del bianco · g2 donna del nero · h2 cavallo del bianco | 8 |
| 7 | a8 alfiere del nero · b8 cavallo del bianco · c8 cavallo del nero · b7 alfiere del bianco · f7 donna del bianco · a5 re del bianco · c5 pedone del bianco · e5 re del nero · a4 pedone del nero · d4 torre del nero · f4 pedone del nero · g4 pedone del nero · c3 cavallo del nero · d3 pedone del nero · e3 pedone del bianco · g2 donna del nero · h2 cavallo del bianco | a8 alfiere del nero · b8 cavallo del bianco · c8 cavallo del nero · b7 alfiere del bianco · f7 donna del bianco · a5 re del bianco · c5 pedone del bianco · e5 re del nero · a4 pedone del nero · d4 torre del nero · f4 pedone del nero · g4 pedone del nero · c3 cavallo del nero · d3 pedone del nero · e3 pedone del bianco · g2 donna del nero · h2 cavallo del bianco | a8 alfiere del nero · b8 cavallo del bianco · c8 cavallo del nero · b7 alfiere del bianco · f7 donna del bianco · a5 re del bianco · c5 pedone del bianco · e5 re del nero · a4 pedone del nero · d4 torre del nero · f4 pedone del nero · g4 pedone del nero · c3 cavallo del nero · d3 pedone del nero · e3 pedone del bianco · g2 donna del nero · h2 cavallo del bianco | a8 alfiere del nero · b8 cavallo del bianco · c8 cavallo del nero · b7 alfiere del bianco · f7 donna del bianco · a5 re del bianco · c5 pedone del bianco · e5 re del nero · a4 pedone del nero · d4 torre del nero · f4 pedone del nero · g4 pedone del nero · c3 cavallo del nero · d3 pedone del nero · e3 pedone del bianco · g2 donna del nero · h2 cavallo del bianco | a8 alfiere del nero · b8 cavallo del bianco · c8 cavallo del nero · b7 alfiere del bianco · f7 donna del bianco · a5 re del bianco · c5 pedone del bianco · e5 re del nero · a4 pedone del nero · d4 torre del nero · f4 pedone del nero · g4 pedone del nero · c3 cavallo del nero · d3 pedone del nero · e3 pedone del bianco · g2 donna del nero · h2 cavallo del bianco | a8 alfiere del nero · b8 cavallo del bianco · c8 cavallo del nero · b7 alfiere del bianco · f7 donna del bianco · a5 re del bianco · c5 pedone del bianco · e5 re del nero · a4 pedone del nero · d4 torre del nero · f4 pedone del nero · g4 pedone del nero · c3 cavallo del nero · d3 pedone del nero · e3 pedone del bianco · g2 donna del nero · h2 cavallo del bianco | a8 alfiere del nero · b8 cavallo del bianco · c8 cavallo del nero · b7 alfiere del bianco · f7 donna del bianco · a5 re del bianco · c5 pedone del bianco · e5 re del nero · a4 pedone del nero · d4 torre del nero · f4 pedone del nero · g4 pedone del nero · c3 cavallo del nero · d3 pedone del nero · e3 pedone del bianco · g2 donna del nero · h2 cavallo del bianco | a8 alfiere del nero · b8 cavallo del bianco · c8 cavallo del nero · b7 alfiere del bianco · f7 donna del bianco · a5 re del bianco · c5 pedone del bianco · e5 re del nero · a4 pedone del nero · d4 torre del nero · f4 pedone del nero · g4 pedone del nero · c3 cavallo del nero · d3 pedone del nero · e3 pedone del bianco · g2 donna del nero · h2 cavallo del bianco | 7 |
| 6 | a8 alfiere del nero · b8 cavallo del bianco · c8 cavallo del nero · b7 alfiere del bianco · f7 donna del bianco · a5 re del bianco · c5 pedone del bianco · e5 re del nero · a4 pedone del nero · d4 torre del nero · f4 pedone del nero · g4 pedone del nero · c3 cavallo del nero · d3 pedone del nero · e3 pedone del bianco · g2 donna del nero · h2 cavallo del bianco | a8 alfiere del nero · b8 cavallo del bianco · c8 cavallo del nero · b7 alfiere del bianco · f7 donna del bianco · a5 re del bianco · c5 pedone del bianco · e5 re del nero · a4 pedone del nero · d4 torre del nero · f4 pedone del nero · g4 pedone del nero · c3 cavallo del nero · d3 pedone del nero · e3 pedone del bianco · g2 donna del nero · h2 cavallo del bianco | a8 alfiere del nero · b8 cavallo del bianco · c8 cavallo del nero · b7 alfiere del bianco · f7 donna del bianco · a5 re del bianco · c5 pedone del bianco · e5 re del nero · a4 pedone del nero · d4 torre del nero · f4 pedone del nero · g4 pedone del nero · c3 cavallo del nero · d3 pedone del nero · e3 pedone del bianco · g2 donna del nero · h2 cavallo del bianco | a8 alfiere del nero · b8 cavallo del bianco · c8 cavallo del nero · b7 alfiere del bianco · f7 donna del bianco · a5 re del bianco · c5 pedone del bianco · e5 re del nero · a4 pedone del nero · d4 torre del nero · f4 pedone del nero · g4 pedone del nero · c3 cavallo del nero · d3 pedone del nero · e3 pedone del bianco · g2 donna del nero · h2 cavallo del bianco | a8 alfiere del nero · b8 cavallo del bianco · c8 cavallo del nero · b7 alfiere del bianco · f7 donna del bianco · a5 re del bianco · c5 pedone del bianco · e5 re del nero · a4 pedone del nero · d4 torre del nero · f4 pedone del nero · g4 pedone del nero · c3 cavallo del nero · d3 pedone del nero · e3 pedone del bianco · g2 donna del nero · h2 cavallo del bianco | a8 alfiere del nero · b8 cavallo del bianco · c8 cavallo del nero · b7 alfiere del bianco · f7 donna del bianco · a5 re del bianco · c5 pedone del bianco · e5 re del nero · a4 pedone del nero · d4 torre del nero · f4 pedone del nero · g4 pedone del nero · c3 cavallo del nero · d3 pedone del nero · e3 pedone del bianco · g2 donna del nero · h2 cavallo del bianco | a8 alfiere del nero · b8 cavallo del bianco · c8 cavallo del nero · b7 alfiere del bianco · f7 donna del bianco · a5 re del bianco · c5 pedone del bianco · e5 re del nero · a4 pedone del nero · d4 torre del nero · f4 pedone del nero · g4 pedone del nero · c3 cavallo del nero · d3 pedone del nero · e3 pedone del bianco · g2 donna del nero · h2 cavallo del bianco | a8 alfiere del nero · b8 cavallo del bianco · c8 cavallo del nero · b7 alfiere del bianco · f7 donna del bianco · a5 re del bianco · c5 pedone del bianco · e5 re del nero · a4 pedone del nero · d4 torre del nero · f4 pedone del nero · g4 pedone del nero · c3 cavallo del nero · d3 pedone del nero · e3 pedone del bianco · g2 donna del nero · h2 cavallo del bianco | 6 |
| 5 | a8 alfiere del nero · b8 cavallo del bianco · c8 cavallo del nero · b7 alfiere del bianco · f7 donna del bianco · a5 re del bianco · c5 pedone del bianco · e5 re del nero · a4 pedone del nero · d4 torre del nero · f4 pedone del nero · g4 pedone del nero · c3 cavallo del nero · d3 pedone del nero · e3 pedone del bianco · g2 donna del nero · h2 cavallo del bianco | a8 alfiere del nero · b8 cavallo del bianco · c8 cavallo del nero · b7 alfiere del bianco · f7 donna del bianco · a5 re del bianco · c5 pedone del bianco · e5 re del nero · a4 pedone del nero · d4 torre del nero · f4 pedone del nero · g4 pedone del nero · c3 cavallo del nero · d3 pedone del nero · e3 pedone del bianco · g2 donna del nero · h2 cavallo del bianco | a8 alfiere del nero · b8 cavallo del bianco · c8 cavallo del nero · b7 alfiere del bianco · f7 donna del bianco · a5 re del bianco · c5 pedone del bianco · e5 re del nero · a4 pedone del nero · d4 torre del nero · f4 pedone del nero · g4 pedone del nero · c3 cavallo del nero · d3 pedone del nero · e3 pedone del bianco · g2 donna del nero · h2 cavallo del bianco | a8 alfiere del nero · b8 cavallo del bianco · c8 cavallo del nero · b7 alfiere del bianco · f7 donna del bianco · a5 re del bianco · c5 pedone del bianco · e5 re del nero · a4 pedone del nero · d4 torre del nero · f4 pedone del nero · g4 pedone del nero · c3 cavallo del nero · d3 pedone del nero · e3 pedone del bianco · g2 donna del nero · h2 cavallo del bianco | a8 alfiere del nero · b8 cavallo del bianco · c8 cavallo del nero · b7 alfiere del bianco · f7 donna del bianco · a5 re del bianco · c5 pedone del bianco · e5 re del nero · a4 pedone del nero · d4 torre del nero · f4 pedone del nero · g4 pedone del nero · c3 cavallo del nero · d3 pedone del nero · e3 pedone del bianco · g2 donna del nero · h2 cavallo del bianco | a8 alfiere del nero · b8 cavallo del bianco · c8 cavallo del nero · b7 alfiere del bianco · f7 donna del bianco · a5 re del bianco · c5 pedone del bianco · e5 re del nero · a4 pedone del nero · d4 torre del nero · f4 pedone del nero · g4 pedone del nero · c3 cavallo del nero · d3 pedone del nero · e3 pedone del bianco · g2 donna del nero · h2 cavallo del bianco | a8 alfiere del nero · b8 cavallo del bianco · c8 cavallo del nero · b7 alfiere del bianco · f7 donna del bianco · a5 re del bianco · c5 pedone del bianco · e5 re del nero · a4 pedone del nero · d4 torre del nero · f4 pedone del nero · g4 pedone del nero · c3 cavallo del nero · d3 pedone del nero · e3 pedone del bianco · g2 donna del nero · h2 cavallo del bianco | a8 alfiere del nero · b8 cavallo del bianco · c8 cavallo del nero · b7 alfiere del bianco · f7 donna del bianco · a5 re del bianco · c5 pedone del bianco · e5 re del nero · a4 pedone del nero · d4 torre del nero · f4 pedone del nero · g4 pedone del nero · c3 cavallo del nero · d3 pedone del nero · e3 pedone del bianco · g2 donna del nero · h2 cavallo del bianco | 5 |
| 4 | a8 alfiere del nero · b8 cavallo del bianco · c8 cavallo del nero · b7 alfiere del bianco · f7 donna del bianco · a5 re del bianco · c5 pedone del bianco · e5 re del nero · a4 pedone del nero · d4 torre del nero · f4 pedone del nero · g4 pedone del nero · c3 cavallo del nero · d3 pedone del nero · e3 pedone del bianco · g2 donna del nero · h2 cavallo del bianco | a8 alfiere del nero · b8 cavallo del bianco · c8 cavallo del nero · b7 alfiere del bianco · f7 donna del bianco · a5 re del bianco · c5 pedone del bianco · e5 re del nero · a4 pedone del nero · d4 torre del nero · f4 pedone del nero · g4 pedone del nero · c3 cavallo del nero · d3 pedone del nero · e3 pedone del bianco · g2 donna del nero · h2 cavallo del bianco | a8 alfiere del nero · b8 cavallo del bianco · c8 cavallo del nero · b7 alfiere del bianco · f7 donna del bianco · a5 re del bianco · c5 pedone del bianco · e5 re del nero · a4 pedone del nero · d4 torre del nero · f4 pedone del nero · g4 pedone del nero · c3 cavallo del nero · d3 pedone del nero · e3 pedone del bianco · g2 donna del nero · h2 cavallo del bianco | a8 alfiere del nero · b8 cavallo del bianco · c8 cavallo del nero · b7 alfiere del bianco · f7 donna del bianco · a5 re del bianco · c5 pedone del bianco · e5 re del nero · a4 pedone del nero · d4 torre del nero · f4 pedone del nero · g4 pedone del nero · c3 cavallo del nero · d3 pedone del nero · e3 pedone del bianco · g2 donna del nero · h2 cavallo del bianco | a8 alfiere del nero · b8 cavallo del bianco · c8 cavallo del nero · b7 alfiere del bianco · f7 donna del bianco · a5 re del bianco · c5 pedone del bianco · e5 re del nero · a4 pedone del nero · d4 torre del nero · f4 pedone del nero · g4 pedone del nero · c3 cavallo del nero · d3 pedone del nero · e3 pedone del bianco · g2 donna del nero · h2 cavallo del bianco | a8 alfiere del nero · b8 cavallo del bianco · c8 cavallo del nero · b7 alfiere del bianco · f7 donna del bianco · a5 re del bianco · c5 pedone del bianco · e5 re del nero · a4 pedone del nero · d4 torre del nero · f4 pedone del nero · g4 pedone del nero · c3 cavallo del nero · d3 pedone del nero · e3 pedone del bianco · g2 donna del nero · h2 cavallo del bianco | a8 alfiere del nero · b8 cavallo del bianco · c8 cavallo del nero · b7 alfiere del bianco · f7 donna del bianco · a5 re del bianco · c5 pedone del bianco · e5 re del nero · a4 pedone del nero · d4 torre del nero · f4 pedone del nero · g4 pedone del nero · c3 cavallo del nero · d3 pedone del nero · e3 pedone del bianco · g2 donna del nero · h2 cavallo del bianco | a8 alfiere del nero · b8 cavallo del bianco · c8 cavallo del nero · b7 alfiere del bianco · f7 donna del bianco · a5 re del bianco · c5 pedone del bianco · e5 re del nero · a4 pedone del nero · d4 torre del nero · f4 pedone del nero · g4 pedone del nero · c3 cavallo del nero · d3 pedone del nero · e3 pedone del bianco · g2 donna del nero · h2 cavallo del bianco | 4 |
| 3 | a8 alfiere del nero · b8 cavallo del bianco · c8 cavallo del nero · b7 alfiere del bianco · f7 donna del bianco · a5 re del bianco · c5 pedone del bianco · e5 re del nero · a4 pedone del nero · d4 torre del nero · f4 pedone del nero · g4 pedone del nero · c3 cavallo del nero · d3 pedone del nero · e3 pedone del bianco · g2 donna del nero · h2 cavallo del bianco | a8 alfiere del nero · b8 cavallo del bianco · c8 cavallo del nero · b7 alfiere del bianco · f7 donna del bianco · a5 re del bianco · c5 pedone del bianco · e5 re del nero · a4 pedone del nero · d4 torre del nero · f4 pedone del nero · g4 pedone del nero · c3 cavallo del nero · d3 pedone del nero · e3 pedone del bianco · g2 donna del nero · h2 cavallo del bianco | a8 alfiere del nero · b8 cavallo del bianco · c8 cavallo del nero · b7 alfiere del bianco · f7 donna del bianco · a5 re del bianco · c5 pedone del bianco · e5 re del nero · a4 pedone del nero · d4 torre del nero · f4 pedone del nero · g4 pedone del nero · c3 cavallo del nero · d3 pedone del nero · e3 pedone del bianco · g2 donna del nero · h2 cavallo del bianco | a8 alfiere del nero · b8 cavallo del bianco · c8 cavallo del nero · b7 alfiere del bianco · f7 donna del bianco · a5 re del bianco · c5 pedone del bianco · e5 re del nero · a4 pedone del nero · d4 torre del nero · f4 pedone del nero · g4 pedone del nero · c3 cavallo del nero · d3 pedone del nero · e3 pedone del bianco · g2 donna del nero · h2 cavallo del bianco | a8 alfiere del nero · b8 cavallo del bianco · c8 cavallo del nero · b7 alfiere del bianco · f7 donna del bianco · a5 re del bianco · c5 pedone del bianco · e5 re del nero · a4 pedone del nero · d4 torre del nero · f4 pedone del nero · g4 pedone del nero · c3 cavallo del nero · d3 pedone del nero · e3 pedone del bianco · g2 donna del nero · h2 cavallo del bianco | a8 alfiere del nero · b8 cavallo del bianco · c8 cavallo del nero · b7 alfiere del bianco · f7 donna del bianco · a5 re del bianco · c5 pedone del bianco · e5 re del nero · a4 pedone del nero · d4 torre del nero · f4 pedone del nero · g4 pedone del nero · c3 cavallo del nero · d3 pedone del nero · e3 pedone del bianco · g2 donna del nero · h2 cavallo del bianco | a8 alfiere del nero · b8 cavallo del bianco · c8 cavallo del nero · b7 alfiere del bianco · f7 donna del bianco · a5 re del bianco · c5 pedone del bianco · e5 re del nero · a4 pedone del nero · d4 torre del nero · f4 pedone del nero · g4 pedone del nero · c3 cavallo del nero · d3 pedone del nero · e3 pedone del bianco · g2 donna del nero · h2 cavallo del bianco | a8 alfiere del nero · b8 cavallo del bianco · c8 cavallo del nero · b7 alfiere del bianco · f7 donna del bianco · a5 re del bianco · c5 pedone del bianco · e5 re del nero · a4 pedone del nero · d4 torre del nero · f4 pedone del nero · g4 pedone del nero · c3 cavallo del nero · d3 pedone del nero · e3 pedone del bianco · g2 donna del nero · h2 cavallo del bianco | 3 |
| 2 | a8 alfiere del nero · b8 cavallo del bianco · c8 cavallo del nero · b7 alfiere del bianco · f7 donna del bianco · a5 re del bianco · c5 pedone del bianco · e5 re del nero · a4 pedone del nero · d4 torre del nero · f4 pedone del nero · g4 pedone del nero · c3 cavallo del nero · d3 pedone del nero · e3 pedone del bianco · g2 donna del nero · h2 cavallo del bianco | a8 alfiere del nero · b8 cavallo del bianco · c8 cavallo del nero · b7 alfiere del bianco · f7 donna del bianco · a5 re del bianco · c5 pedone del bianco · e5 re del nero · a4 pedone del nero · d4 torre del nero · f4 pedone del nero · g4 pedone del nero · c3 cavallo del nero · d3 pedone del nero · e3 pedone del bianco · g2 donna del nero · h2 cavallo del bianco | a8 alfiere del nero · b8 cavallo del bianco · c8 cavallo del nero · b7 alfiere del bianco · f7 donna del bianco · a5 re del bianco · c5 pedone del bianco · e5 re del nero · a4 pedone del nero · d4 torre del nero · f4 pedone del nero · g4 pedone del nero · c3 cavallo del nero · d3 pedone del nero · e3 pedone del bianco · g2 donna del nero · h2 cavallo del bianco | a8 alfiere del nero · b8 cavallo del bianco · c8 cavallo del nero · b7 alfiere del bianco · f7 donna del bianco · a5 re del bianco · c5 pedone del bianco · e5 re del nero · a4 pedone del nero · d4 torre del nero · f4 pedone del nero · g4 pedone del nero · c3 cavallo del nero · d3 pedone del nero · e3 pedone del bianco · g2 donna del nero · h2 cavallo del bianco | a8 alfiere del nero · b8 cavallo del bianco · c8 cavallo del nero · b7 alfiere del bianco · f7 donna del bianco · a5 re del bianco · c5 pedone del bianco · e5 re del nero · a4 pedone del nero · d4 torre del nero · f4 pedone del nero · g4 pedone del nero · c3 cavallo del nero · d3 pedone del nero · e3 pedone del bianco · g2 donna del nero · h2 cavallo del bianco | a8 alfiere del nero · b8 cavallo del bianco · c8 cavallo del nero · b7 alfiere del bianco · f7 donna del bianco · a5 re del bianco · c5 pedone del bianco · e5 re del nero · a4 pedone del nero · d4 torre del nero · f4 pedone del nero · g4 pedone del nero · c3 cavallo del nero · d3 pedone del nero · e3 pedone del bianco · g2 donna del nero · h2 cavallo del bianco | a8 alfiere del nero · b8 cavallo del bianco · c8 cavallo del nero · b7 alfiere del bianco · f7 donna del bianco · a5 re del bianco · c5 pedone del bianco · e5 re del nero · a4 pedone del nero · d4 torre del nero · f4 pedone del nero · g4 pedone del nero · c3 cavallo del nero · d3 pedone del nero · e3 pedone del bianco · g2 donna del nero · h2 cavallo del bianco | a8 alfiere del nero · b8 cavallo del bianco · c8 cavallo del nero · b7 alfiere del bianco · f7 donna del bianco · a5 re del bianco · c5 pedone del bianco · e5 re del nero · a4 pedone del nero · d4 torre del nero · f4 pedone del nero · g4 pedone del nero · c3 cavallo del nero · d3 pedone del nero · e3 pedone del bianco · g2 donna del nero · h2 cavallo del bianco | 2 |
| 1 | a8 alfiere del nero · b8 cavallo del bianco · c8 cavallo del nero · b7 alfiere del bianco · f7 donna del bianco · a5 re del bianco · c5 pedone del bianco · e5 re del nero · a4 pedone del nero · d4 torre del nero · f4 pedone del nero · g4 pedone del nero · c3 cavallo del nero · d3 pedone del nero · e3 pedone del bianco · g2 donna del nero · h2 cavallo del bianco | a8 alfiere del nero · b8 cavallo del bianco · c8 cavallo del nero · b7 alfiere del bianco · f7 donna del bianco · a5 re del bianco · c5 pedone del bianco · e5 re del nero · a4 pedone del nero · d4 torre del nero · f4 pedone del nero · g4 pedone del nero · c3 cavallo del nero · d3 pedone del nero · e3 pedone del bianco · g2 donna del nero · h2 cavallo del bianco | a8 alfiere del nero · b8 cavallo del bianco · c8 cavallo del nero · b7 alfiere del bianco · f7 donna del bianco · a5 re del bianco · c5 pedone del bianco · e5 re del nero · a4 pedone del nero · d4 torre del nero · f4 pedone del nero · g4 pedone del nero · c3 cavallo del nero · d3 pedone del nero · e3 pedone del bianco · g2 donna del nero · h2 cavallo del bianco | a8 alfiere del nero · b8 cavallo del bianco · c8 cavallo del nero · b7 alfiere del bianco · f7 donna del bianco · a5 re del bianco · c5 pedone del bianco · e5 re del nero · a4 pedone del nero · d4 torre del nero · f4 pedone del nero · g4 pedone del nero · c3 cavallo del nero · d3 pedone del nero · e3 pedone del bianco · g2 donna del nero · h2 cavallo del bianco | a8 alfiere del nero · b8 cavallo del bianco · c8 cavallo del nero · b7 alfiere del bianco · f7 donna del bianco · a5 re del bianco · c5 pedone del bianco · e5 re del nero · a4 pedone del nero · d4 torre del nero · f4 pedone del nero · g4 pedone del nero · c3 cavallo del nero · d3 pedone del nero · e3 pedone del bianco · g2 donna del nero · h2 cavallo del bianco | a8 alfiere del nero · b8 cavallo del bianco · c8 cavallo del nero · b7 alfiere del bianco · f7 donna del bianco · a5 re del bianco · c5 pedone del bianco · e5 re del nero · a4 pedone del nero · d4 torre del nero · f4 pedone del nero · g4 pedone del nero · c3 cavallo del nero · d3 pedone del nero · e3 pedone del bianco · g2 donna del nero · h2 cavallo del bianco | a8 alfiere del nero · b8 cavallo del bianco · c8 cavallo del nero · b7 alfiere del bianco · f7 donna del bianco · a5 re del bianco · c5 pedone del bianco · e5 re del nero · a4 pedone del nero · d4 torre del nero · f4 pedone del nero · g4 pedone del nero · c3 cavallo del nero · d3 pedone del nero · e3 pedone del bianco · g2 donna del nero · h2 cavallo del bianco | a8 alfiere del nero · b8 cavallo del bianco · c8 cavallo del nero · b7 alfiere del bianco · f7 donna del bianco · a5 re del bianco · c5 pedone del bianco · e5 re del nero · a4 pedone del nero · d4 torre del nero · f4 pedone del nero · g4 pedone del nero · c3 cavallo del nero · d3 pedone del nero · e3 pedone del bianco · g2 donna del nero · h2 cavallo del bianco | 1 |
|   | a | b | c | d | e | f | g | h |   |

Soluzione:
1. Ae4!  (min. 2. Df5#)
1... Axe4, Cxe4 2. exf4#

1... Ce7/d6 2. Dxe7#

1... Rxe4 2. De6#

1... Txe4 2. Cd7#

|   | a | b | c | d | e | f | g | h |   |
| 8 | b8 re del bianco · e8 cavallo del nero · d7 cavallo del bianco · e7 pedone del nero · b6 pedone del nero · c6 pedone del nero · e6 pedone del bianco · f6 pedone del nero · g6 pedone del bianco · d5 re del nero · f5 cavallo del bianco · g5 cavallo del nero · a4 pedone del nero · e4 torre del nero · g3 pedone del bianco · b2 torre del bianco · c2 donna del bianco · d2 pedone del bianco · e2 pedone del bianco · h2 torre del bianco · h1 alfiere del bianco | b8 re del bianco · e8 cavallo del nero · d7 cavallo del bianco · e7 pedone del nero · b6 pedone del nero · c6 pedone del nero · e6 pedone del bianco · f6 pedone del nero · g6 pedone del bianco · d5 re del nero · f5 cavallo del bianco · g5 cavallo del nero · a4 pedone del nero · e4 torre del nero · g3 pedone del bianco · b2 torre del bianco · c2 donna del bianco · d2 pedone del bianco · e2 pedone del bianco · h2 torre del bianco · h1 alfiere del bianco | b8 re del bianco · e8 cavallo del nero · d7 cavallo del bianco · e7 pedone del nero · b6 pedone del nero · c6 pedone del nero · e6 pedone del bianco · f6 pedone del nero · g6 pedone del bianco · d5 re del nero · f5 cavallo del bianco · g5 cavallo del nero · a4 pedone del nero · e4 torre del nero · g3 pedone del bianco · b2 torre del bianco · c2 donna del bianco · d2 pedone del bianco · e2 pedone del bianco · h2 torre del bianco · h1 alfiere del bianco | b8 re del bianco · e8 cavallo del nero · d7 cavallo del bianco · e7 pedone del nero · b6 pedone del nero · c6 pedone del nero · e6 pedone del bianco · f6 pedone del nero · g6 pedone del bianco · d5 re del nero · f5 cavallo del bianco · g5 cavallo del nero · a4 pedone del nero · e4 torre del nero · g3 pedone del bianco · b2 torre del bianco · c2 donna del bianco · d2 pedone del bianco · e2 pedone del bianco · h2 torre del bianco · h1 alfiere del bianco | b8 re del bianco · e8 cavallo del nero · d7 cavallo del bianco · e7 pedone del nero · b6 pedone del nero · c6 pedone del nero · e6 pedone del bianco · f6 pedone del nero · g6 pedone del bianco · d5 re del nero · f5 cavallo del bianco · g5 cavallo del nero · a4 pedone del nero · e4 torre del nero · g3 pedone del bianco · b2 torre del bianco · c2 donna del bianco · d2 pedone del bianco · e2 pedone del bianco · h2 torre del bianco · h1 alfiere del bianco | b8 re del bianco · e8 cavallo del nero · d7 cavallo del bianco · e7 pedone del nero · b6 pedone del nero · c6 pedone del nero · e6 pedone del bianco · f6 pedone del nero · g6 pedone del bianco · d5 re del nero · f5 cavallo del bianco · g5 cavallo del nero · a4 pedone del nero · e4 torre del nero · g3 pedone del bianco · b2 torre del bianco · c2 donna del bianco · d2 pedone del bianco · e2 pedone del bianco · h2 torre del bianco · h1 alfiere del bianco | b8 re del bianco · e8 cavallo del nero · d7 cavallo del bianco · e7 pedone del nero · b6 pedone del nero · c6 pedone del nero · e6 pedone del bianco · f6 pedone del nero · g6 pedone del bianco · d5 re del nero · f5 cavallo del bianco · g5 cavallo del nero · a4 pedone del nero · e4 torre del nero · g3 pedone del bianco · b2 torre del bianco · c2 donna del bianco · d2 pedone del bianco · e2 pedone del bianco · h2 torre del bianco · h1 alfiere del bianco | b8 re del bianco · e8 cavallo del nero · d7 cavallo del bianco · e7 pedone del nero · b6 pedone del nero · c6 pedone del nero · e6 pedone del bianco · f6 pedone del nero · g6 pedone del bianco · d5 re del nero · f5 cavallo del bianco · g5 cavallo del nero · a4 pedone del nero · e4 torre del nero · g3 pedone del bianco · b2 torre del bianco · c2 donna del bianco · d2 pedone del bianco · e2 pedone del bianco · h2 torre del bianco · h1 alfiere del bianco | 8 |
| 7 | b8 re del bianco · e8 cavallo del nero · d7 cavallo del bianco · e7 pedone del nero · b6 pedone del nero · c6 pedone del nero · e6 pedone del bianco · f6 pedone del nero · g6 pedone del bianco · d5 re del nero · f5 cavallo del bianco · g5 cavallo del nero · a4 pedone del nero · e4 torre del nero · g3 pedone del bianco · b2 torre del bianco · c2 donna del bianco · d2 pedone del bianco · e2 pedone del bianco · h2 torre del bianco · h1 alfiere del bianco | b8 re del bianco · e8 cavallo del nero · d7 cavallo del bianco · e7 pedone del nero · b6 pedone del nero · c6 pedone del nero · e6 pedone del bianco · f6 pedone del nero · g6 pedone del bianco · d5 re del nero · f5 cavallo del bianco · g5 cavallo del nero · a4 pedone del nero · e4 torre del nero · g3 pedone del bianco · b2 torre del bianco · c2 donna del bianco · d2 pedone del bianco · e2 pedone del bianco · h2 torre del bianco · h1 alfiere del bianco | b8 re del bianco · e8 cavallo del nero · d7 cavallo del bianco · e7 pedone del nero · b6 pedone del nero · c6 pedone del nero · e6 pedone del bianco · f6 pedone del nero · g6 pedone del bianco · d5 re del nero · f5 cavallo del bianco · g5 cavallo del nero · a4 pedone del nero · e4 torre del nero · g3 pedone del bianco · b2 torre del bianco · c2 donna del bianco · d2 pedone del bianco · e2 pedone del bianco · h2 torre del bianco · h1 alfiere del bianco | b8 re del bianco · e8 cavallo del nero · d7 cavallo del bianco · e7 pedone del nero · b6 pedone del nero · c6 pedone del nero · e6 pedone del bianco · f6 pedone del nero · g6 pedone del bianco · d5 re del nero · f5 cavallo del bianco · g5 cavallo del nero · a4 pedone del nero · e4 torre del nero · g3 pedone del bianco · b2 torre del bianco · c2 donna del bianco · d2 pedone del bianco · e2 pedone del bianco · h2 torre del bianco · h1 alfiere del bianco | b8 re del bianco · e8 cavallo del nero · d7 cavallo del bianco · e7 pedone del nero · b6 pedone del nero · c6 pedone del nero · e6 pedone del bianco · f6 pedone del nero · g6 pedone del bianco · d5 re del nero · f5 cavallo del bianco · g5 cavallo del nero · a4 pedone del nero · e4 torre del nero · g3 pedone del bianco · b2 torre del bianco · c2 donna del bianco · d2 pedone del bianco · e2 pedone del bianco · h2 torre del bianco · h1 alfiere del bianco | b8 re del bianco · e8 cavallo del nero · d7 cavallo del bianco · e7 pedone del nero · b6 pedone del nero · c6 pedone del nero · e6 pedone del bianco · f6 pedone del nero · g6 pedone del bianco · d5 re del nero · f5 cavallo del bianco · g5 cavallo del nero · a4 pedone del nero · e4 torre del nero · g3 pedone del bianco · b2 torre del bianco · c2 donna del bianco · d2 pedone del bianco · e2 pedone del bianco · h2 torre del bianco · h1 alfiere del bianco | b8 re del bianco · e8 cavallo del nero · d7 cavallo del bianco · e7 pedone del nero · b6 pedone del nero · c6 pedone del nero · e6 pedone del bianco · f6 pedone del nero · g6 pedone del bianco · d5 re del nero · f5 cavallo del bianco · g5 cavallo del nero · a4 pedone del nero · e4 torre del nero · g3 pedone del bianco · b2 torre del bianco · c2 donna del bianco · d2 pedone del bianco · e2 pedone del bianco · h2 torre del bianco · h1 alfiere del bianco | b8 re del bianco · e8 cavallo del nero · d7 cavallo del bianco · e7 pedone del nero · b6 pedone del nero · c6 pedone del nero · e6 pedone del bianco · f6 pedone del nero · g6 pedone del bianco · d5 re del nero · f5 cavallo del bianco · g5 cavallo del nero · a4 pedone del nero · e4 torre del nero · g3 pedone del bianco · b2 torre del bianco · c2 donna del bianco · d2 pedone del bianco · e2 pedone del bianco · h2 torre del bianco · h1 alfiere del bianco | 7 |
| 6 | b8 re del bianco · e8 cavallo del nero · d7 cavallo del bianco · e7 pedone del nero · b6 pedone del nero · c6 pedone del nero · e6 pedone del bianco · f6 pedone del nero · g6 pedone del bianco · d5 re del nero · f5 cavallo del bianco · g5 cavallo del nero · a4 pedone del nero · e4 torre del nero · g3 pedone del bianco · b2 torre del bianco · c2 donna del bianco · d2 pedone del bianco · e2 pedone del bianco · h2 torre del bianco · h1 alfiere del bianco | b8 re del bianco · e8 cavallo del nero · d7 cavallo del bianco · e7 pedone del nero · b6 pedone del nero · c6 pedone del nero · e6 pedone del bianco · f6 pedone del nero · g6 pedone del bianco · d5 re del nero · f5 cavallo del bianco · g5 cavallo del nero · a4 pedone del nero · e4 torre del nero · g3 pedone del bianco · b2 torre del bianco · c2 donna del bianco · d2 pedone del bianco · e2 pedone del bianco · h2 torre del bianco · h1 alfiere del bianco | b8 re del bianco · e8 cavallo del nero · d7 cavallo del bianco · e7 pedone del nero · b6 pedone del nero · c6 pedone del nero · e6 pedone del bianco · f6 pedone del nero · g6 pedone del bianco · d5 re del nero · f5 cavallo del bianco · g5 cavallo del nero · a4 pedone del nero · e4 torre del nero · g3 pedone del bianco · b2 torre del bianco · c2 donna del bianco · d2 pedone del bianco · e2 pedone del bianco · h2 torre del bianco · h1 alfiere del bianco | b8 re del bianco · e8 cavallo del nero · d7 cavallo del bianco · e7 pedone del nero · b6 pedone del nero · c6 pedone del nero · e6 pedone del bianco · f6 pedone del nero · g6 pedone del bianco · d5 re del nero · f5 cavallo del bianco · g5 cavallo del nero · a4 pedone del nero · e4 torre del nero · g3 pedone del bianco · b2 torre del bianco · c2 donna del bianco · d2 pedone del bianco · e2 pedone del bianco · h2 torre del bianco · h1 alfiere del bianco | b8 re del bianco · e8 cavallo del nero · d7 cavallo del bianco · e7 pedone del nero · b6 pedone del nero · c6 pedone del nero · e6 pedone del bianco · f6 pedone del nero · g6 pedone del bianco · d5 re del nero · f5 cavallo del bianco · g5 cavallo del nero · a4 pedone del nero · e4 torre del nero · g3 pedone del bianco · b2 torre del bianco · c2 donna del bianco · d2 pedone del bianco · e2 pedone del bianco · h2 torre del bianco · h1 alfiere del bianco | b8 re del bianco · e8 cavallo del nero · d7 cavallo del bianco · e7 pedone del nero · b6 pedone del nero · c6 pedone del nero · e6 pedone del bianco · f6 pedone del nero · g6 pedone del bianco · d5 re del nero · f5 cavallo del bianco · g5 cavallo del nero · a4 pedone del nero · e4 torre del nero · g3 pedone del bianco · b2 torre del bianco · c2 donna del bianco · d2 pedone del bianco · e2 pedone del bianco · h2 torre del bianco · h1 alfiere del bianco | b8 re del bianco · e8 cavallo del nero · d7 cavallo del bianco · e7 pedone del nero · b6 pedone del nero · c6 pedone del nero · e6 pedone del bianco · f6 pedone del nero · g6 pedone del bianco · d5 re del nero · f5 cavallo del bianco · g5 cavallo del nero · a4 pedone del nero · e4 torre del nero · g3 pedone del bianco · b2 torre del bianco · c2 donna del bianco · d2 pedone del bianco · e2 pedone del bianco · h2 torre del bianco · h1 alfiere del bianco | b8 re del bianco · e8 cavallo del nero · d7 cavallo del bianco · e7 pedone del nero · b6 pedone del nero · c6 pedone del nero · e6 pedone del bianco · f6 pedone del nero · g6 pedone del bianco · d5 re del nero · f5 cavallo del bianco · g5 cavallo del nero · a4 pedone del nero · e4 torre del nero · g3 pedone del bianco · b2 torre del bianco · c2 donna del bianco · d2 pedone del bianco · e2 pedone del bianco · h2 torre del bianco · h1 alfiere del bianco | 6 |
| 5 | b8 re del bianco · e8 cavallo del nero · d7 cavallo del bianco · e7 pedone del nero · b6 pedone del nero · c6 pedone del nero · e6 pedone del bianco · f6 pedone del nero · g6 pedone del bianco · d5 re del nero · f5 cavallo del bianco · g5 cavallo del nero · a4 pedone del nero · e4 torre del nero · g3 pedone del bianco · b2 torre del bianco · c2 donna del bianco · d2 pedone del bianco · e2 pedone del bianco · h2 torre del bianco · h1 alfiere del bianco | b8 re del bianco · e8 cavallo del nero · d7 cavallo del bianco · e7 pedone del nero · b6 pedone del nero · c6 pedone del nero · e6 pedone del bianco · f6 pedone del nero · g6 pedone del bianco · d5 re del nero · f5 cavallo del bianco · g5 cavallo del nero · a4 pedone del nero · e4 torre del nero · g3 pedone del bianco · b2 torre del bianco · c2 donna del bianco · d2 pedone del bianco · e2 pedone del bianco · h2 torre del bianco · h1 alfiere del bianco | b8 re del bianco · e8 cavallo del nero · d7 cavallo del bianco · e7 pedone del nero · b6 pedone del nero · c6 pedone del nero · e6 pedone del bianco · f6 pedone del nero · g6 pedone del bianco · d5 re del nero · f5 cavallo del bianco · g5 cavallo del nero · a4 pedone del nero · e4 torre del nero · g3 pedone del bianco · b2 torre del bianco · c2 donna del bianco · d2 pedone del bianco · e2 pedone del bianco · h2 torre del bianco · h1 alfiere del bianco | b8 re del bianco · e8 cavallo del nero · d7 cavallo del bianco · e7 pedone del nero · b6 pedone del nero · c6 pedone del nero · e6 pedone del bianco · f6 pedone del nero · g6 pedone del bianco · d5 re del nero · f5 cavallo del bianco · g5 cavallo del nero · a4 pedone del nero · e4 torre del nero · g3 pedone del bianco · b2 torre del bianco · c2 donna del bianco · d2 pedone del bianco · e2 pedone del bianco · h2 torre del bianco · h1 alfiere del bianco | b8 re del bianco · e8 cavallo del nero · d7 cavallo del bianco · e7 pedone del nero · b6 pedone del nero · c6 pedone del nero · e6 pedone del bianco · f6 pedone del nero · g6 pedone del bianco · d5 re del nero · f5 cavallo del bianco · g5 cavallo del nero · a4 pedone del nero · e4 torre del nero · g3 pedone del bianco · b2 torre del bianco · c2 donna del bianco · d2 pedone del bianco · e2 pedone del bianco · h2 torre del bianco · h1 alfiere del bianco | b8 re del bianco · e8 cavallo del nero · d7 cavallo del bianco · e7 pedone del nero · b6 pedone del nero · c6 pedone del nero · e6 pedone del bianco · f6 pedone del nero · g6 pedone del bianco · d5 re del nero · f5 cavallo del bianco · g5 cavallo del nero · a4 pedone del nero · e4 torre del nero · g3 pedone del bianco · b2 torre del bianco · c2 donna del bianco · d2 pedone del bianco · e2 pedone del bianco · h2 torre del bianco · h1 alfiere del bianco | b8 re del bianco · e8 cavallo del nero · d7 cavallo del bianco · e7 pedone del nero · b6 pedone del nero · c6 pedone del nero · e6 pedone del bianco · f6 pedone del nero · g6 pedone del bianco · d5 re del nero · f5 cavallo del bianco · g5 cavallo del nero · a4 pedone del nero · e4 torre del nero · g3 pedone del bianco · b2 torre del bianco · c2 donna del bianco · d2 pedone del bianco · e2 pedone del bianco · h2 torre del bianco · h1 alfiere del bianco | b8 re del bianco · e8 cavallo del nero · d7 cavallo del bianco · e7 pedone del nero · b6 pedone del nero · c6 pedone del nero · e6 pedone del bianco · f6 pedone del nero · g6 pedone del bianco · d5 re del nero · f5 cavallo del bianco · g5 cavallo del nero · a4 pedone del nero · e4 torre del nero · g3 pedone del bianco · b2 torre del bianco · c2 donna del bianco · d2 pedone del bianco · e2 pedone del bianco · h2 torre del bianco · h1 alfiere del bianco | 5 |
| 4 | b8 re del bianco · e8 cavallo del nero · d7 cavallo del bianco · e7 pedone del nero · b6 pedone del nero · c6 pedone del nero · e6 pedone del bianco · f6 pedone del nero · g6 pedone del bianco · d5 re del nero · f5 cavallo del bianco · g5 cavallo del nero · a4 pedone del nero · e4 torre del nero · g3 pedone del bianco · b2 torre del bianco · c2 donna del bianco · d2 pedone del bianco · e2 pedone del bianco · h2 torre del bianco · h1 alfiere del bianco | b8 re del bianco · e8 cavallo del nero · d7 cavallo del bianco · e7 pedone del nero · b6 pedone del nero · c6 pedone del nero · e6 pedone del bianco · f6 pedone del nero · g6 pedone del bianco · d5 re del nero · f5 cavallo del bianco · g5 cavallo del nero · a4 pedone del nero · e4 torre del nero · g3 pedone del bianco · b2 torre del bianco · c2 donna del bianco · d2 pedone del bianco · e2 pedone del bianco · h2 torre del bianco · h1 alfiere del bianco | b8 re del bianco · e8 cavallo del nero · d7 cavallo del bianco · e7 pedone del nero · b6 pedone del nero · c6 pedone del nero · e6 pedone del bianco · f6 pedone del nero · g6 pedone del bianco · d5 re del nero · f5 cavallo del bianco · g5 cavallo del nero · a4 pedone del nero · e4 torre del nero · g3 pedone del bianco · b2 torre del bianco · c2 donna del bianco · d2 pedone del bianco · e2 pedone del bianco · h2 torre del bianco · h1 alfiere del bianco | b8 re del bianco · e8 cavallo del nero · d7 cavallo del bianco · e7 pedone del nero · b6 pedone del nero · c6 pedone del nero · e6 pedone del bianco · f6 pedone del nero · g6 pedone del bianco · d5 re del nero · f5 cavallo del bianco · g5 cavallo del nero · a4 pedone del nero · e4 torre del nero · g3 pedone del bianco · b2 torre del bianco · c2 donna del bianco · d2 pedone del bianco · e2 pedone del bianco · h2 torre del bianco · h1 alfiere del bianco | b8 re del bianco · e8 cavallo del nero · d7 cavallo del bianco · e7 pedone del nero · b6 pedone del nero · c6 pedone del nero · e6 pedone del bianco · f6 pedone del nero · g6 pedone del bianco · d5 re del nero · f5 cavallo del bianco · g5 cavallo del nero · a4 pedone del nero · e4 torre del nero · g3 pedone del bianco · b2 torre del bianco · c2 donna del bianco · d2 pedone del bianco · e2 pedone del bianco · h2 torre del bianco · h1 alfiere del bianco | b8 re del bianco · e8 cavallo del nero · d7 cavallo del bianco · e7 pedone del nero · b6 pedone del nero · c6 pedone del nero · e6 pedone del bianco · f6 pedone del nero · g6 pedone del bianco · d5 re del nero · f5 cavallo del bianco · g5 cavallo del nero · a4 pedone del nero · e4 torre del nero · g3 pedone del bianco · b2 torre del bianco · c2 donna del bianco · d2 pedone del bianco · e2 pedone del bianco · h2 torre del bianco · h1 alfiere del bianco | b8 re del bianco · e8 cavallo del nero · d7 cavallo del bianco · e7 pedone del nero · b6 pedone del nero · c6 pedone del nero · e6 pedone del bianco · f6 pedone del nero · g6 pedone del bianco · d5 re del nero · f5 cavallo del bianco · g5 cavallo del nero · a4 pedone del nero · e4 torre del nero · g3 pedone del bianco · b2 torre del bianco · c2 donna del bianco · d2 pedone del bianco · e2 pedone del bianco · h2 torre del bianco · h1 alfiere del bianco | b8 re del bianco · e8 cavallo del nero · d7 cavallo del bianco · e7 pedone del nero · b6 pedone del nero · c6 pedone del nero · e6 pedone del bianco · f6 pedone del nero · g6 pedone del bianco · d5 re del nero · f5 cavallo del bianco · g5 cavallo del nero · a4 pedone del nero · e4 torre del nero · g3 pedone del bianco · b2 torre del bianco · c2 donna del bianco · d2 pedone del bianco · e2 pedone del bianco · h2 torre del bianco · h1 alfiere del bianco | 4 |
| 3 | b8 re del bianco · e8 cavallo del nero · d7 cavallo del bianco · e7 pedone del nero · b6 pedone del nero · c6 pedone del nero · e6 pedone del bianco · f6 pedone del nero · g6 pedone del bianco · d5 re del nero · f5 cavallo del bianco · g5 cavallo del nero · a4 pedone del nero · e4 torre del nero · g3 pedone del bianco · b2 torre del bianco · c2 donna del bianco · d2 pedone del bianco · e2 pedone del bianco · h2 torre del bianco · h1 alfiere del bianco | b8 re del bianco · e8 cavallo del nero · d7 cavallo del bianco · e7 pedone del nero · b6 pedone del nero · c6 pedone del nero · e6 pedone del bianco · f6 pedone del nero · g6 pedone del bianco · d5 re del nero · f5 cavallo del bianco · g5 cavallo del nero · a4 pedone del nero · e4 torre del nero · g3 pedone del bianco · b2 torre del bianco · c2 donna del bianco · d2 pedone del bianco · e2 pedone del bianco · h2 torre del bianco · h1 alfiere del bianco | b8 re del bianco · e8 cavallo del nero · d7 cavallo del bianco · e7 pedone del nero · b6 pedone del nero · c6 pedone del nero · e6 pedone del bianco · f6 pedone del nero · g6 pedone del bianco · d5 re del nero · f5 cavallo del bianco · g5 cavallo del nero · a4 pedone del nero · e4 torre del nero · g3 pedone del bianco · b2 torre del bianco · c2 donna del bianco · d2 pedone del bianco · e2 pedone del bianco · h2 torre del bianco · h1 alfiere del bianco | b8 re del bianco · e8 cavallo del nero · d7 cavallo del bianco · e7 pedone del nero · b6 pedone del nero · c6 pedone del nero · e6 pedone del bianco · f6 pedone del nero · g6 pedone del bianco · d5 re del nero · f5 cavallo del bianco · g5 cavallo del nero · a4 pedone del nero · e4 torre del nero · g3 pedone del bianco · b2 torre del bianco · c2 donna del bianco · d2 pedone del bianco · e2 pedone del bianco · h2 torre del bianco · h1 alfiere del bianco | b8 re del bianco · e8 cavallo del nero · d7 cavallo del bianco · e7 pedone del nero · b6 pedone del nero · c6 pedone del nero · e6 pedone del bianco · f6 pedone del nero · g6 pedone del bianco · d5 re del nero · f5 cavallo del bianco · g5 cavallo del nero · a4 pedone del nero · e4 torre del nero · g3 pedone del bianco · b2 torre del bianco · c2 donna del bianco · d2 pedone del bianco · e2 pedone del bianco · h2 torre del bianco · h1 alfiere del bianco | b8 re del bianco · e8 cavallo del nero · d7 cavallo del bianco · e7 pedone del nero · b6 pedone del nero · c6 pedone del nero · e6 pedone del bianco · f6 pedone del nero · g6 pedone del bianco · d5 re del nero · f5 cavallo del bianco · g5 cavallo del nero · a4 pedone del nero · e4 torre del nero · g3 pedone del bianco · b2 torre del bianco · c2 donna del bianco · d2 pedone del bianco · e2 pedone del bianco · h2 torre del bianco · h1 alfiere del bianco | b8 re del bianco · e8 cavallo del nero · d7 cavallo del bianco · e7 pedone del nero · b6 pedone del nero · c6 pedone del nero · e6 pedone del bianco · f6 pedone del nero · g6 pedone del bianco · d5 re del nero · f5 cavallo del bianco · g5 cavallo del nero · a4 pedone del nero · e4 torre del nero · g3 pedone del bianco · b2 torre del bianco · c2 donna del bianco · d2 pedone del bianco · e2 pedone del bianco · h2 torre del bianco · h1 alfiere del bianco | b8 re del bianco · e8 cavallo del nero · d7 cavallo del bianco · e7 pedone del nero · b6 pedone del nero · c6 pedone del nero · e6 pedone del bianco · f6 pedone del nero · g6 pedone del bianco · d5 re del nero · f5 cavallo del bianco · g5 cavallo del nero · a4 pedone del nero · e4 torre del nero · g3 pedone del bianco · b2 torre del bianco · c2 donna del bianco · d2 pedone del bianco · e2 pedone del bianco · h2 torre del bianco · h1 alfiere del bianco | 3 |
| 2 | b8 re del bianco · e8 cavallo del nero · d7 cavallo del bianco · e7 pedone del nero · b6 pedone del nero · c6 pedone del nero · e6 pedone del bianco · f6 pedone del nero · g6 pedone del bianco · d5 re del nero · f5 cavallo del bianco · g5 cavallo del nero · a4 pedone del nero · e4 torre del nero · g3 pedone del bianco · b2 torre del bianco · c2 donna del bianco · d2 pedone del bianco · e2 pedone del bianco · h2 torre del bianco · h1 alfiere del bianco | b8 re del bianco · e8 cavallo del nero · d7 cavallo del bianco · e7 pedone del nero · b6 pedone del nero · c6 pedone del nero · e6 pedone del bianco · f6 pedone del nero · g6 pedone del bianco · d5 re del nero · f5 cavallo del bianco · g5 cavallo del nero · a4 pedone del nero · e4 torre del nero · g3 pedone del bianco · b2 torre del bianco · c2 donna del bianco · d2 pedone del bianco · e2 pedone del bianco · h2 torre del bianco · h1 alfiere del bianco | b8 re del bianco · e8 cavallo del nero · d7 cavallo del bianco · e7 pedone del nero · b6 pedone del nero · c6 pedone del nero · e6 pedone del bianco · f6 pedone del nero · g6 pedone del bianco · d5 re del nero · f5 cavallo del bianco · g5 cavallo del nero · a4 pedone del nero · e4 torre del nero · g3 pedone del bianco · b2 torre del bianco · c2 donna del bianco · d2 pedone del bianco · e2 pedone del bianco · h2 torre del bianco · h1 alfiere del bianco | b8 re del bianco · e8 cavallo del nero · d7 cavallo del bianco · e7 pedone del nero · b6 pedone del nero · c6 pedone del nero · e6 pedone del bianco · f6 pedone del nero · g6 pedone del bianco · d5 re del nero · f5 cavallo del bianco · g5 cavallo del nero · a4 pedone del nero · e4 torre del nero · g3 pedone del bianco · b2 torre del bianco · c2 donna del bianco · d2 pedone del bianco · e2 pedone del bianco · h2 torre del bianco · h1 alfiere del bianco | b8 re del bianco · e8 cavallo del nero · d7 cavallo del bianco · e7 pedone del nero · b6 pedone del nero · c6 pedone del nero · e6 pedone del bianco · f6 pedone del nero · g6 pedone del bianco · d5 re del nero · f5 cavallo del bianco · g5 cavallo del nero · a4 pedone del nero · e4 torre del nero · g3 pedone del bianco · b2 torre del bianco · c2 donna del bianco · d2 pedone del bianco · e2 pedone del bianco · h2 torre del bianco · h1 alfiere del bianco | b8 re del bianco · e8 cavallo del nero · d7 cavallo del bianco · e7 pedone del nero · b6 pedone del nero · c6 pedone del nero · e6 pedone del bianco · f6 pedone del nero · g6 pedone del bianco · d5 re del nero · f5 cavallo del bianco · g5 cavallo del nero · a4 pedone del nero · e4 torre del nero · g3 pedone del bianco · b2 torre del bianco · c2 donna del bianco · d2 pedone del bianco · e2 pedone del bianco · h2 torre del bianco · h1 alfiere del bianco | b8 re del bianco · e8 cavallo del nero · d7 cavallo del bianco · e7 pedone del nero · b6 pedone del nero · c6 pedone del nero · e6 pedone del bianco · f6 pedone del nero · g6 pedone del bianco · d5 re del nero · f5 cavallo del bianco · g5 cavallo del nero · a4 pedone del nero · e4 torre del nero · g3 pedone del bianco · b2 torre del bianco · c2 donna del bianco · d2 pedone del bianco · e2 pedone del bianco · h2 torre del bianco · h1 alfiere del bianco | b8 re del bianco · e8 cavallo del nero · d7 cavallo del bianco · e7 pedone del nero · b6 pedone del nero · c6 pedone del nero · e6 pedone del bianco · f6 pedone del nero · g6 pedone del bianco · d5 re del nero · f5 cavallo del bianco · g5 cavallo del nero · a4 pedone del nero · e4 torre del nero · g3 pedone del bianco · b2 torre del bianco · c2 donna del bianco · d2 pedone del bianco · e2 pedone del bianco · h2 torre del bianco · h1 alfiere del bianco | 2 |
| 1 | b8 re del bianco · e8 cavallo del nero · d7 cavallo del bianco · e7 pedone del nero · b6 pedone del nero · c6 pedone del nero · e6 pedone del bianco · f6 pedone del nero · g6 pedone del bianco · d5 re del nero · f5 cavallo del bianco · g5 cavallo del nero · a4 pedone del nero · e4 torre del nero · g3 pedone del bianco · b2 torre del bianco · c2 donna del bianco · d2 pedone del bianco · e2 pedone del bianco · h2 torre del bianco · h1 alfiere del bianco | b8 re del bianco · e8 cavallo del nero · d7 cavallo del bianco · e7 pedone del nero · b6 pedone del nero · c6 pedone del nero · e6 pedone del bianco · f6 pedone del nero · g6 pedone del bianco · d5 re del nero · f5 cavallo del bianco · g5 cavallo del nero · a4 pedone del nero · e4 torre del nero · g3 pedone del bianco · b2 torre del bianco · c2 donna del bianco · d2 pedone del bianco · e2 pedone del bianco · h2 torre del bianco · h1 alfiere del bianco | b8 re del bianco · e8 cavallo del nero · d7 cavallo del bianco · e7 pedone del nero · b6 pedone del nero · c6 pedone del nero · e6 pedone del bianco · f6 pedone del nero · g6 pedone del bianco · d5 re del nero · f5 cavallo del bianco · g5 cavallo del nero · a4 pedone del nero · e4 torre del nero · g3 pedone del bianco · b2 torre del bianco · c2 donna del bianco · d2 pedone del bianco · e2 pedone del bianco · h2 torre del bianco · h1 alfiere del bianco | b8 re del bianco · e8 cavallo del nero · d7 cavallo del bianco · e7 pedone del nero · b6 pedone del nero · c6 pedone del nero · e6 pedone del bianco · f6 pedone del nero · g6 pedone del bianco · d5 re del nero · f5 cavallo del bianco · g5 cavallo del nero · a4 pedone del nero · e4 torre del nero · g3 pedone del bianco · b2 torre del bianco · c2 donna del bianco · d2 pedone del bianco · e2 pedone del bianco · h2 torre del bianco · h1 alfiere del bianco | b8 re del bianco · e8 cavallo del nero · d7 cavallo del bianco · e7 pedone del nero · b6 pedone del nero · c6 pedone del nero · e6 pedone del bianco · f6 pedone del nero · g6 pedone del bianco · d5 re del nero · f5 cavallo del bianco · g5 cavallo del nero · a4 pedone del nero · e4 torre del nero · g3 pedone del bianco · b2 torre del bianco · c2 donna del bianco · d2 pedone del bianco · e2 pedone del bianco · h2 torre del bianco · h1 alfiere del bianco | b8 re del bianco · e8 cavallo del nero · d7 cavallo del bianco · e7 pedone del nero · b6 pedone del nero · c6 pedone del nero · e6 pedone del bianco · f6 pedone del nero · g6 pedone del bianco · d5 re del nero · f5 cavallo del bianco · g5 cavallo del nero · a4 pedone del nero · e4 torre del nero · g3 pedone del bianco · b2 torre del bianco · c2 donna del bianco · d2 pedone del bianco · e2 pedone del bianco · h2 torre del bianco · h1 alfiere del bianco | b8 re del bianco · e8 cavallo del nero · d7 cavallo del bianco · e7 pedone del nero · b6 pedone del nero · c6 pedone del nero · e6 pedone del bianco · f6 pedone del nero · g6 pedone del bianco · d5 re del nero · f5 cavallo del bianco · g5 cavallo del nero · a4 pedone del nero · e4 torre del nero · g3 pedone del bianco · b2 torre del bianco · c2 donna del bianco · d2 pedone del bianco · e2 pedone del bianco · h2 torre del bianco · h1 alfiere del bianco | b8 re del bianco · e8 cavallo del nero · d7 cavallo del bianco · e7 pedone del nero · b6 pedone del nero · c6 pedone del nero · e6 pedone del bianco · f6 pedone del nero · g6 pedone del bianco · d5 re del nero · f5 cavallo del bianco · g5 cavallo del nero · a4 pedone del nero · e4 torre del nero · g3 pedone del bianco · b2 torre del bianco · c2 donna del bianco · d2 pedone del bianco · e2 pedone del bianco · h2 torre del bianco · h1 alfiere del bianco | 1 |
|   | a | b | c | d | e | f | g | h |   |

Soluzione:
1. Th5!  (zugzwang)
1... Cf3 2. Dxe4+ Rxe4 3. Axf3#

1... Rxe6 2. Dxc6+ Rxf5 3. Dxe4#

1... b5 2. Cd4 Rxe6 3. Cf8#

1... c5 2. Dc4+ Rc6 3. Txb6#

(2... Rxc4 3. Cxb6#)

1... Cc7 2. Dd3+ Rxe6 3. Cg7#

1... Cd6 2. Dxc6+ Rxc6 3. Cxe7#

## Pubblicazioni
- Raccolta dei migliori problemi presentati ai concorsi internazionali dal 1877 al 1879, Livorno, 1879
- Raccolta dei migliori problemi presentati ai concorsi internazionali dal 1879 a tutto il 1880, Livorno, 1881
- Cento problemi di scacchi, Livorno 1885
- Nel 1898 curò la seconda edizione del Manuale del giuoco degli scacchi di Amerigo Seghieri